# Georg Riedel
Georg Riedel (Karlovy Vary, 8 gennaio 1934 – Stoccolma, 25 febbraio 2024) è stato un musicista e compositore svedese di musica jazz.

## Biografia
Riedel nacque l'8 gennaio 1934 a Karlovy Vary (odierna Repubblica ceca) ma si trasferì in Svezia con i suoi genitori all'età di quattro anni. A Stoccolma studiò dapprima violoncello classico, ma passò poi al contrabbasso e al jazz. 
Nel 1948 fondò il Boogie Bop Six insieme a Lasse Bagge e Rune Öfwerman. Successivamente suonò spesso insieme al musicista jazz svedese Jan Johansson, tra gli altri nel suo album Jazz på svenska (1963), basato su melodie popolari. Collaborò anche con Arne Domnérus, Lars Gullin, Gunnar Svensson, Egil Johansen, Rune Gustafsson, il trombettista Jan Allan e la big band radiofonica svedese di Harry Arnold. Nel 1976 diresse lo Swedish Radio Jazz Group per una produzione con Terje Rypdal (Odyssey: In Studio & In Concert).
Dagli anni '60, Riedel scrisse anche musica per film e per film televisivi basati su opere di Astrid Lindgren, con cui lavorò fino agli anni '80, prima per la serie televisiva Pippi Calzelunghe (1968) insieme a Jan Johansson, poi per Alla vi barn i Bullerbyn e Emil. Riedel scrisse anche musiche per cartoni animati di grande successo tratti dai libri per bambini di Gunilla Bergström, con protagonista Willi Wiberg. Molte di queste canzoni sono famose in Svezia e vengono cantate in molte classi scolastiche.
Riedel ricevette il "Premio Lars Gullin" nel 2005. Nel 2006 ricevette il "Django d'Or" svedese come Master of Jazz.
La figlia di Riedel, Sarah Riedel, nata nel 1979, è attiva come cantante jazz e pop. In alcune occasioni ha lavorato con suo padre, ad esempio nel suo album Cornelis vs. Riedel (2011), in cui canta con Nicolai Dunger testi di Cornelis Vreeswijk musicati da Georg Riedel, o nell'album Emil, Pippi, Karlsson & Co (2013) con il padre e con la Big Band Norrbotten.
Riedel morì a Stoccolma il 25 febbraio 2024 all'età di 90 anni.

## Colonne sonore (lista parziale)
- 1964: Wild West Story
- 1964: To
- 1965: Morianerna
- 1965: Ormen - La frusta del sesso
- 1974: Världens bästa Karlsson